# Cambridge (Maryland)
Cambridge é uma cidade localizada no estado americano de Maryland, no Condado de Dorchester.

## Demografia
Segundo o censo americano de 2000, a sua população era de 10.911 habitantes.
Em 2006, foi estimada uma população de 11.468, um aumento de 557 (5.1%).

## Geografia
De acordo com o United States Census Bureau tem uma área de
23,2 km², dos quais 17,4 km² cobertos por terra e 5,8 km² cobertos por água. Cambridge localiza-se a aproximadamente 3 m acima do nível do mar.

## Localidades na vizinhança
O diagrama seguinte representa as localidades num raio de 16 km ao redor de Cambridge.